# チェビシェフの不等式
チェビシェフの不等式（チェビシェフのふとうしき、英: Chebyshev's inequality）は、不等式で表される、確率論の基本的な定理である。パフヌティ・チェビシェフによって初めて証明された。
標本または確率分布は、平均の周りに、ある標準偏差をもって分布する。この分布と標準偏差との間の、どのような標本・確率分布でも成り立つ関係を示したのが、チェビシェフの不等式である。例えば、平均から標準偏差の 2 倍以上離れた値は、全体の 1/4 以下である。一般に、標準偏差の n 倍以上離れた値は全体の 1/n2 以下である。

## 歴史
この定理はロシアの数学者パフヌティ・チェビシェフの名をつけられているが、最初にこの定理を示したのは彼の友人であり同僚でもあったIrénée-Jules Bienayméである:98。
この定理は最初に1853年に Bienaymé によって証明され、後の1867年にチェビシェフによってより一般的な形で証明された。彼の教え子であるアンドレイ・マルコフは、1884年に博士論文の中で別証明を与えた。

## 一般的表現
この不等式は測度論を使って一般的に述べることができ、それから特別の場合（測度空間の次元が 1）として、確率論での形が導かれる。

### 測度論的表現
(X, Σ, μ) を測度空間、f を X 上で定義された拡張実数（無限大を含む）値可測関数とすると、任意の実数 t > 0 に対して
{\displaystyle \mu (\{x\in X\,:\,\,|f(x)|\geq t\})\leq {1 \over t^{2}}\int _{X}f^{2}\,d\mu }
となる。より一般的には、g が非負実数値可測関数で、f の値域の範囲で減少しないとすれば、 {\displaystyle (g\circ f)(x)=g(f(x))}と定義し
{\displaystyle \mu (\{x\in X\,:\,\,f(x)\geq t\})\leq {1 \over g(t)}\int _{X}g\circ f\,d\mu }
となる。最初の式は、ここで g(t) を
{\displaystyle g(t)={\begin{cases}t^{2}&{\mbox{if}}~~~t\geq 0\\0&{\mbox{otherwise}}\end{cases}}}
で定義し、f の代わりに |f| を用いれば導かれる。

### 確率論的表現
X を、期待値が μ, 有限の分散が σ2 である確率変数とすると、任意の実数 k > 0 に対して
{\displaystyle \Pr(\left|X-\mu \right|\geq k\sigma )\leq {\frac {1}{k^{2}}}}
ただし k > 1 の場合にだけ意味がある。
余事象について、こうなる。
{\displaystyle \Pr(\left|X-\mu \right|<k\sigma )>1-{\frac {1}{k^{2}}}}
例として、k = √2 を使えば、少なくとも半数の値は区間 (μ − √2σ,   μ + √2σ) 内に存在することが分かる。
チェビシェフの不等式は大数の法則（弱法則）の証明に用いられるものとして特に重要である。

### 例
分かりやすい例として、大量の文章があるとしよう。それらの文章の長さは、平均 (μ) が 1000 文字であって、標準偏差 (σ) が 200 文字であることが分かっているとする。すると、チェビシェフの不等式から、次の事実が導かれる。
- 長さが 717 から 1282 文字の文章の割合は少なくとも 50% である（k = √2  の場合）。
- 長さが 600 から 1400 文字の文章の割合は少なくとも 75% である（k = 2 の場合）。
- 長さが 400 から 1600 文字の文章の割合は少なくとも 88% である（k = 3 の場合）。
- 長さが 200 から 1800 文字の文章の割合は少なくとも 93% である（k = 4 の場合）。
- 長さが 2000 文字以下の文章の割合は少なくとも 96% である（k = 5 の場合）。

もし文章の長さが正規分布に従っているなら、次がいえる。
- 長さが 770 から 1230 文字の文章 (μ − 1.15σ,   μ + 1.15σ) の割合は 75% である。
- 長さが 717 から 1282 文字の文章 (μ − √2σ,   μ + √2σ) の割合は 84% である。
- 長さが 600 から 1400 文字の文章 (μ − 2σ,   μ + 2σ) の割合は 95% である。

## 証明

### 測度論的な証明
At を At = {x ∈ X | f(x) ≥ t} で定義すると
{\displaystyle 0\leq g(t)\leq g(f(x))=g\circ f(x)}
がすべての{\displaystyle x\in A_{t}}に対して成り立つことより、
{\displaystyle g(t)\mu (A_{t})=\int _{A_{t}}g(t)\,d\mu \leq \int _{A_{t}}g\circ f\,d\mu \leq \int _{X}g\circ f\,d\mu }
となる。上の不等式を g(t) で割れば、目的の不等式が得られる。

### 確率論的な証明
任意の実数確率変数 Y と任意の正の実数 a に対して、マルコフの不等式から Pr(|Y| > a) ≤ E(|Y|)/a が得られる。この不等式に Y = (X − μ)2, a = (σk)2 を適用すると、チェビシェフの不等式が導かれる。
また直接証明する方法もある。事象 A に対し IA が A の指示関数に従う確率変数である（つまり IA は A が起これば 1、そうでなければ 0）とする。すると
{\displaystyle {\begin{aligned}\Pr(|X-\mu |\geq k\sigma )=\operatorname {E} (I_{|X-\mu |\geq k\sigma })=\operatorname {E} (I_{[(X-\mu )/(k\sigma )]^{2}\geq 1})\\\leq \operatorname {E} \left(\left({X-\mu  \over k\sigma }\right)^{2}\right)={\frac {1}{k^{2}}}{\frac {\operatorname {E} ((X-\mu )^{2})}{\sigma ^{2}}}={\frac {1}{k^{2}}}\end{aligned}}}
と証明される。